# Alicia Warrington
Alicia Warrington (narozena 30. srpna 1980 v Saginaw, Michigan) je americká bubenice působící na volné noze. Ve své kariéře již spolupracovala s Kelly Osbourne (2002–2005, 2009), Lillix (2005–2006), Hannah Montana (2006–2007), Uh Huh Her (2006–2007) a Gore Gore Girls (2008). Momentálně působí v kapele s názvem The All-Girl Boys Choir, po boku Marlene Hammerle, ve které také zpívá a hraje na kytaru. Krátce bubnovala ve skupině The Dollyrots, kde zastupovala Chrise Blacka.